# すずや那智
すずや 那智（すずや なち）は、日本の漫画家。小林源文などが参加している戦記アンソロジーでは、鈴矢那智名義でも執筆している。
細かな絵柄と効果的なトーン貼りが特徴的。巨乳好きで、漫画内にはお色気シーンも多数見られた。エニックス（現：スクウェア・エニックス）から発行されていた『ドラゴンクエスト4コママンガ劇場』の初期から中期にわたって執筆していた。

## 略歴
ドラゴンクエストの4コマ漫画の単行本で多数の作品を執筆していた。『ドラゴンクエスト4コママンガ劇場』の古株の1人である。『ドラゴンクエストIV』を題材にすることが多く、「毒矢ずきん」ネタなどが有名な他、クリフトがアリーナに片想いしている設定を初めて考えた人物でもある（この設定は、後に新山たかしをはじめ多くの漫画家もネタとして扱い、PSのリメイク版で採用され公式となった）。
同じく4コママンガ劇場で描いている新山たかしとは大学時代の先輩と後輩の関係で、トーン貼りを手伝ってもらうことが多々あった。（もっとも夕焼けのシーンなど重要な部分はどんなに忙しくても自分で貼るらしい）
4コマ以外の作品では、『月刊少年ガンガン』にて連載の『笑神招迷タタリさま』（全1巻）、『月刊少年ギャグ王』にて連載の『まさかの魔サーガ』（全2巻）がある。
現在はドラゴンクエストシリーズそのものからは離れているようで、同人誌でその旨を告白していた。

## 作品リスト
- 笑神招迷タタリさま（月刊少年ガンガン、全1巻）
- まさかの魔サーガ（月刊少年ギャグ王、全2巻）